# مرض التهاب القصبات الهوائية

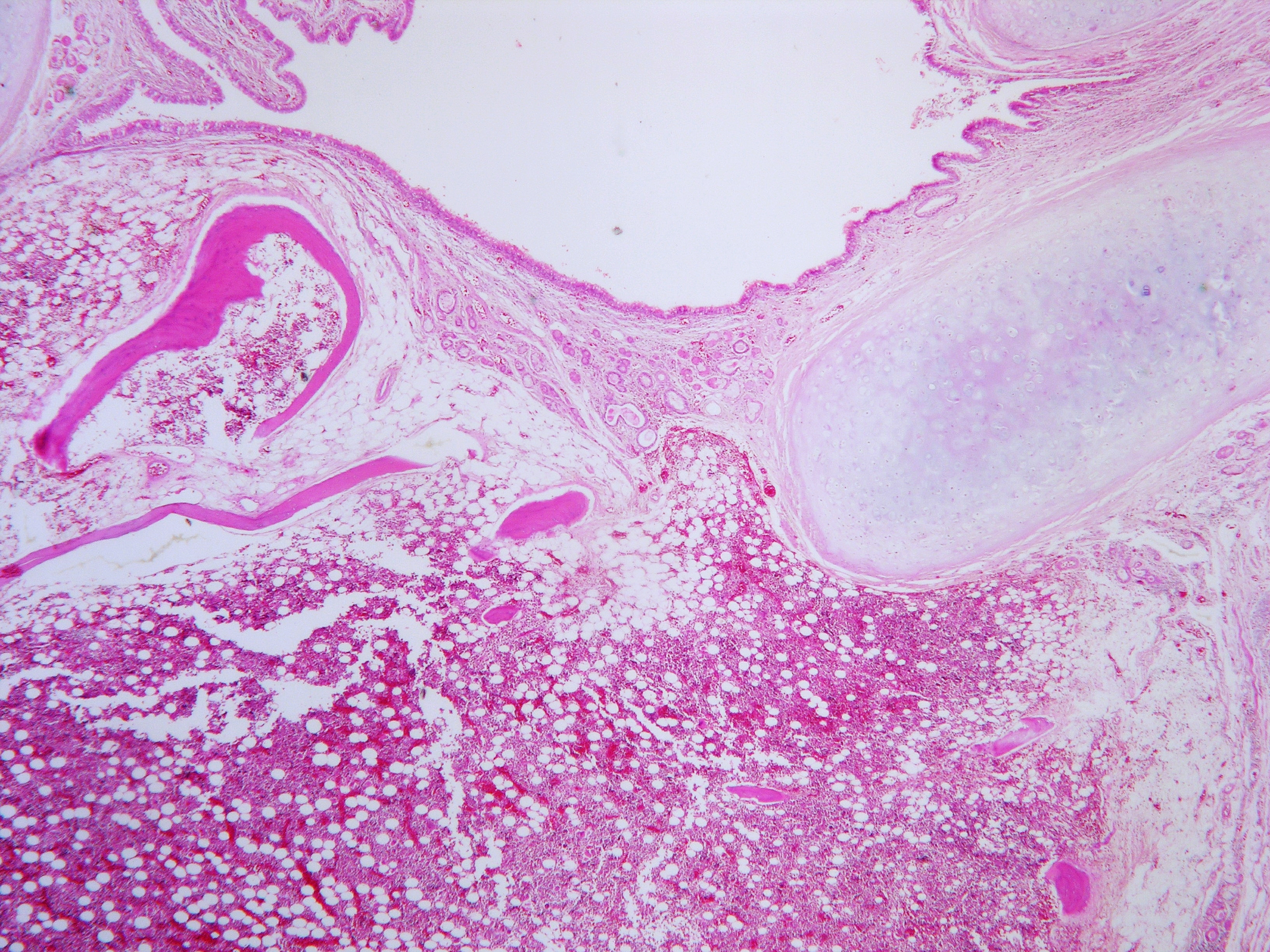

مرض التهاب القصبات الهوائية هو مرض حميد نادر مجهول السبب، حيث تظهر العديد من العقيدات الغضروفية أو العظمية تحت المخاطية في القصبة الهوائية والشعب الهوائية القريبة. عادة ما تجنّب العقيدات الجدار الخلفي لمجرى الهواء لأنها من أصل غضروفي، في حين أن الجدار الخلفي لمجرى الهواء يكون غشائيًا لا يحتوي على غضروف. هذا على عكس الداء النشواني الرغامي، الذي لا يعفي الجدار الخلفي.
عادة ما يحدث في الرجال حول العقد الخامس من العمر، على عكس الورم الحليمي الرغامي بسبب عدوى فيروس الورم الحليمي البشري، والتي تحدث عادة في المرضى الأصغر سنا. يمكن أن يسبب انسداد مجرى الهواء والنزيف والسعال المزمن. يشمل العلاج استخدام موسعات الشعب الهوائية، والتوسع الجسدي عن طريق تنظير القصبات. كما أن المرضى أكثر عرضة للإصابة بالالتهاب الرئوي بعد الانسداد وعدوى الرئة المزمنة في الحالات الشديدة.

## تشخيص

### تشخيص متباين
يشتمل الاختلاف في القصبات الهوائية على داء النشواني، والذي عادة ما يكون دائريًا، داء الحليمات، على الرغم من أن هذا يحدث عادة في المرضى الأصغر سنا ويمكن أن يسبب تجويف الرئة عند نشره، داء الورم الحبيبي مع التهاب الأوعية، على الرغم من أن هذا هو المحيطي أيضًا وغالبًا ما ينطوي على التجويف الرئوي القاصي أيضًا. يمكن أن يتجنب التهاب الغضروف المنتكس أيضًا الجدار الخلفي، على الرغم من أنه ليس عقيديًا في المظهر.